# Patricio Heras
 Patricio Heras  (nacido el 21 de enero de 1989) es un tenista profesional de Argentina.

## Carrera
Su mejor ranking individual es el N.º 269 alcanzado el 23 de septiembre de 2013, mientras que en dobles logró la posición 335 el 19 de diciembre de 2011.
No ha logrado hasta el momento títulos de la categoría ATP ni de la ATP Challenger Tour, aunque sí ha obtenido varios títulos Futures tanto en individuales como en dobles.